# Klemen Cehte
Klemen Cehte, né le 10 mai 1986 à Brežice, est un joueur de handball slovène évoluant au poste d'arrière gauche. 
En 2014, il rejoint le Pays d'Aix UCH puis quitte le club la saison suivante pour Dubaï et le club d'Al Shabab. En 2017, il retourne en Europe en signant pour le club hongrois du Csurgói KK.

## Palmarès
compétitions nationales
- champion de Slovénie en 2012 et 2013